# Immortal (sång)
För andra betydelser, se Immortal (olika betydelser).
Immortal är en låt av den finländska rockgruppen The Rasmus från deras femte album Hide from the Sun.
Låten gavs först ut som b-sida på singeln till No Fear i augusti 2005 innan den hamnade på albumet Hide from the Sun, vilket gavs ut den 12 september samma år. Immortal hade ett tag planerats att släppas som egen singel, men bandet ändrade sig då de tyckte att den inte var radiovänlig nog. Ändå producerade skivbolaget Playground Music en promo-singel i enkelt orangefärgat omslag som på senare tid har dykt upp i vanliga skivaffärer.
Immortal är en av de tyngre låtarna på albumet och här sjunger Ylönen med en mer hes och mörk stämma än vad han brukar. Låten domineras av tung och "otydlig" elgitarr, både i huvudriffet, det korta gitarrsolot och den lugna melodin som tonas ut i slutet av låten. Texten till låten skrevs av bandets sångare Lauri Ylönen och är en av bandets populäraste livelåtar.
Trots att ingen officiell singel gavs ut, valde basisten Eero Heinonen att själv spela in en musikvideo till låten.

## Bakgrund och inspelning
Bandets sångare Lauri Ylönen har beskrivit Immortal som följer:
| ”                   | Denna låt är kanske lite mer komplicerad än normalt, eftersom det finns så många saker inuti den. Det finns en tillräckligt stor skillnad mellan denna och de andra, och detta är en av mina favoriter. Den har lagom mycket melodi och gitarriff. Den beskriver framtiden - världens slut på ett bildligt sätt. Något ont kommer att hända med oss. Då måste vi fly innan vi försvinner. | „ |
| – Lauri Ylönen 2006 | |   |

Låten spelades in mellan april och juni 2005 tillsammans med de övriga låtarna från Hide from the Sun, vilket skedde vid Nord Studios i Bromma, Stockholm av de två svenska producenterna Mikael Nord Andersson och Martin Hansen.

## Låtlista
CD-singel (Promo) (Playground Music Scandinavia SE-VJH-05-015-07)
1. Immortal – 4:57

## Musikvideo
Videon till Immortal regisserades och spelades in av bandets basist Eero Heinonen med några av hans vänner och består av olika liveklipp från The Rasmus turné i Sydafrika, Sydamerika, Japan och Finland 2006.  Den har aldrig visats på TV eftersom dess kvalitet var relativt dålig.
Videon har antagligen endast visats på Internet via Heinonens egen Youtube-kanal där han själv laddade upp videon. Dock finns med på den amerikanska utgåvan av Hide from the Sun, som gavs ut den 10 oktober 2006 på DRT Entertainment.

## Medverkande
- The Rasmus:
  - Lauri Ylönen – sång
  - Eero Heinonen – bas
  - Pauli Rantasalmi – gitarr
  - Aki Hakala – trummor
- Mikael Nord Andersson & Martin Hansen – produktion, inspelning, mixning (NordHansen Productions)
- Christofer Stannow – mastering (Cosmos Mastering)